# Madli Vilsar
Madli Vilsar (Kuressaare, 13 settembre 1991) è una modella estone, incoronata Miss Estonia 2011, durante la finale del concorso di bellezza tenuto a Virtsu il 25 giugno 2011.

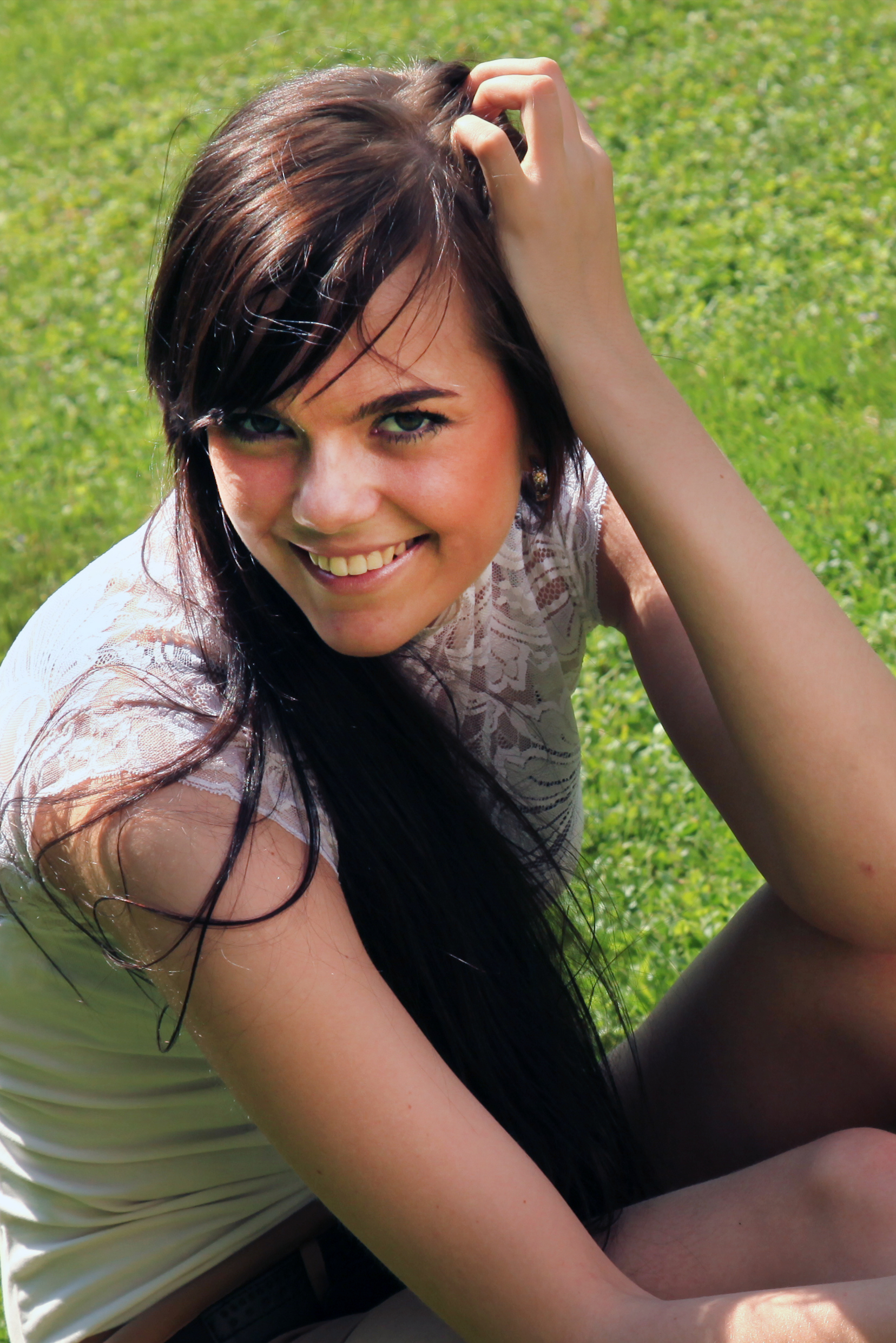
Madli Vilsar (2011)

Madli Vilsar è alta un metro e ottanta.
La Vilsar, che al momento dell'elezione aveva venti anni ed era una studentessa dell'università di Saaremaa, è stata incoronata da Diana Arno, detentrice del titolo di Miss Estonia. La modella è stata scelta fra le quattro finaliste del concorso, ed è stata preferita a Maarja Roosentau (seconda classificata), Heleene Maeots (terza classificata) E Xenia Likhacheva (quarta classificata).
Madli Vilsar ha rappresentato l'Estonia in occasione del concorso di bellezza internazionale Miss Universo 2011, che si è tenuto a São Paulo, in Brasile, il 12 settembre 2011. La partecipazione della Vilsar rappresenta il ritorno dell'Estonia a Miss Universo, a cui non partecipava dal 2009.